# Khireddine Mourad
Khireddine Mourad est un poète et écrivain marocain en langue française, né en 1950 à Casablanca . Il a obtenu en 1989 le Prix Poésie pour Le Chant d’Adapa.
Il a travaillé sur  le thème de l’identité qu'il considère comme une notion complexe, fluide et problématique. Il la perçoit comme un leurre épistémologique, c’est-à-dire une construction illusoire souvent imposée par des cadres idéologiques ou culturels. À travers sa réflexion, il interroge les tensions entre l’ethnique et l’authentique, soulignant comment la langue, la mémoire, la culture et l’histoire façonnent — mais aussi fragmentent — l’individu. Il critique également le mythe de l’écrivain engagé, dénonçant les assignations identitaires figées, au profit d’une identité mouvante, plurielle et poétique.

## Œuvres
- Le Chant d'Adapa, poésie, Hatier, (Prix ACCT)
- Nadir ou la Transhumance de l'Être, nouvelles, Le Fenec
- Pollen, poésie, Al Manar
- Les Dunes vives, roman, Eddif, 1998 (Prix Grand Atlas)
- Arts et traditions au Maroc, ACR, 1998
- Marrakech et la Mamounia, ACR, 1994
- Le Chant à l'indien, poésie, Mémoire d'encrier, 2006
- L'Homme qui brodait des secrets, scénario du film, sorti en salle en 2000